# Озерки (Мішкинський район, Курганська область)
Озерки́ (рос. Озерки) — присілок у складі Мішкинського району Курганської області, Росія. Входить до складу Коровинської сільської ради.
Населення — 51 особа (2010, 103 у 2002).